# Podolepis monticola
Podolepis monticola là một loài thực vật có hoa trong họ Cúc. Loài này được R.J.F.Hend. miêu tả khoa học đầu tiên năm 1969.